# Нефедьево (Кирилловский район)
Нефедьево — деревня в Кирилловском районе Вологодской области. Входит в сельское поселение Ферапонтовское.

## География
Расстояние по автодороге до районного центра Кириллова — 29 км, до центра муниципального образования Ферапонтово — 16 км.

## Население
| 2002 | 2010 |
| ---- | ---- |
| 16   | ↘11  |

## Археология
У деревни Нефедьево на реке Иткла (Порозовица), у Волока Словенского раскопаны древнерусское поселение и могильник XI века. В центре площадки могильника Нефедьево, на вершине холма, находилось парное захоронение мужчины и женщины, выделяющееся богатством инвентаря и сложностью обряда, которое датируется концом XI — началом XII века. Н. А. Макаров показал, на примере 8 парных ингумаций на могильнике Нефедьево (XI–XIII вв.), что захоронения производились вплотную друг к другу, располагались симметрично, но не были одновременными. У 8 индивидуумов из средневекового поселения славян «Нефедьево» секвенирована митохондриальная ДНК и выявлена принадлежность к «кембриджскому» митотипу (митохондриальная гаплогруппа Н). Совпадение мтДНК индивидуумов из Нефедьево может свидетельствовать о генетической однородности и малочисленности основателей этого древнего поселения. Комплекс археологических памятников также включает поселения с культурными слоями мезолита, неолита (культура ямочно-гребенчатой керамики), энеолита (волосовская культура), бронзового и раннего железного веков (сетчатая, штрихованная, гладкостенная лепная керамика). Памятник открыт и изучался Н. А. Макаровым в 1982—1989 годах.